# Корби-Туч, Поппи
Поппи Колетт Корби-Туч (англ. Poppy Colette Corby-Tuech) — английская актриса французского происхождения. Получила известность благодаря ролям второго плана в сериалах «Члены королевской семьи», «Коллекция» и «Куртизанки», а также фильмах «Уна» и «Фантастические твари: Преступления Грин-де-Вальда».

## Биография
Поппи Колетт Корби-Туч родилась во Франции. Первые годы жизни провела в Фонтенбло, затем в возрасте девяти лет переехала в Норфолк.
С 2008 по 2010 год выступала с пост-панк-группой «White Rose Movement», где играла на клавишных. Затем была участницей группы «Genuflex».
В 2013 году сыграла дебютную роль в кино — в фильме «Дракула: Тёмный принц». С 2015 по 2016 год играла в сериале «Члены королевской семьи». В 2016 году снялась в сериале «Коллекция» и фильме «Уна». В 2017 году сыграла в сериале «Куртизанки».
В 2017 году снялась в клипе «Ready to Go» дуэта «Hurts».
В 2018 году сыграла Винду Розье в фильме «Фантастические твари: Преступления Грин-де-Вальда». В 2022 году вышел третий фильм франшизы — «Фантастические твари: Тайны Дамблдора», где Поппи вернулась к своей роли.

## Фильмография
| Год       |     | Русское название                                  | Оригинальное название                       | Роль                |
| --------- | --- | ------------------------------------------------- | ------------------------------------------- | ------------------- |
| 2013      | ф   | Дракула: Тёмный принц                             | Dracula: The Dark Prince                    | Деметрия            |
| 2014      | с   | Безмолвный свидетель                              | Silent Witness                              | Ева Лайрон          |
| 2014      | кор | Никки и Анастасия идут на пляж                    | Nikki and Anastasia Go to the Beach         | Анастасия           |
| 2015      | с   | Отец Браун                                        | Father Brown                                | Катерина Бересфорд  |
| 2015      | ф   | Молодость                                         | Youth                                       | шпионка             |
| 2015      | ф   | Хилер                                             | The Healer                                  | Анжела Смит         |
| 2015      | с   | Это Англия ’90                                    | This Is England '90                         | Джульетта           |
| 2015—2016 | с   | Члены королевской семьи                           | The Royals                                  | Прюденс             |
| 2016      | кор | Палочки                                           | The Sticks                                  | Наташа              |
| 2016      | ф   | Уна                                               | Una                                         | Поппи               |
| 2016      | с   | Коллекция                                         | The Collection                              | Доминик             |
| 2017      | с   | Куртизанки                                        | Harlots                                     | Мари-Луиза д’Обинье |
| 2018      | ф   | Фантастические твари: Преступления Грин-де-Вальда | Fantastic Beasts: The Crimes of Grindelwald | Винда Розье         |
| 2019      | с   | Ладья                                             | The Rook                                    | София Ишова         |
| 2022      | ф   | Фантастические твари: Тайны Дамблдора             | Fantastic Beasts: The Secrets of Dumbledore | Винда Розье         |
| 2022      | с   | Периферийные устройства                           | The Peripheral                              | Мариэль Рафаэль     |